# Banco de Botsuana

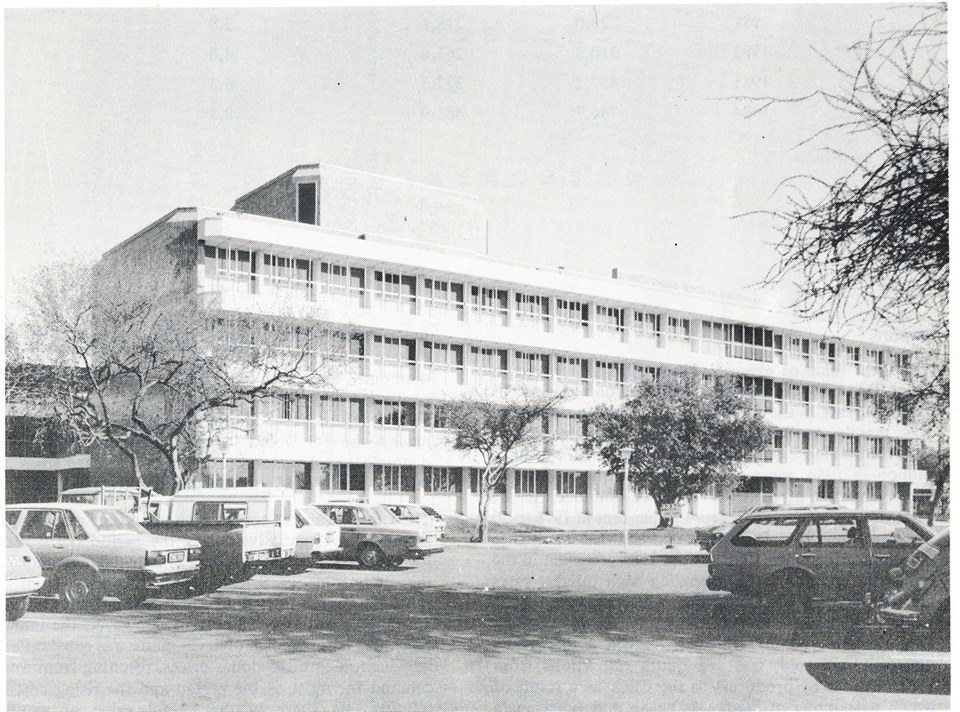
Banco de Botsuana en los 80.

El Banco de Botsuana (Bank of Botswana o BoB) es el banco central de Botsuana.
Cuando Botsuana obtuvo la independencia de Gran Bretaña en 1966, el país fue parte de la zona monetaria del Rand. En 1974 Botsuana se retiró de dicha zona, y las leyes del Banco de Botsuana y de Instituciones Financieras establecieron el marco legal para la creación de un banco central en Botsuana en 1975. El pula fue lanzado como la moneda nacional en 1976 y en 1977 el Banco de Botsuana se convirtió en el banco del gobierno.

## Gobernadores del Banco de Botsuana
- 1975-1978: H. C. L. Herman
- 1978-1980: B. C. Leavit
- 1980-1982: F. G. Mogae
- 1982-1987: C. N. Kikonyogo
- 1987-1997: H. C. L. Hermans
- 1997-1999: B. Gaolathe
- 1999-2016: L. K. Mohohlo
- 21 de octubre de 2016-presente: M. D. Pelaelo